# Aserbaidschan (Iran)

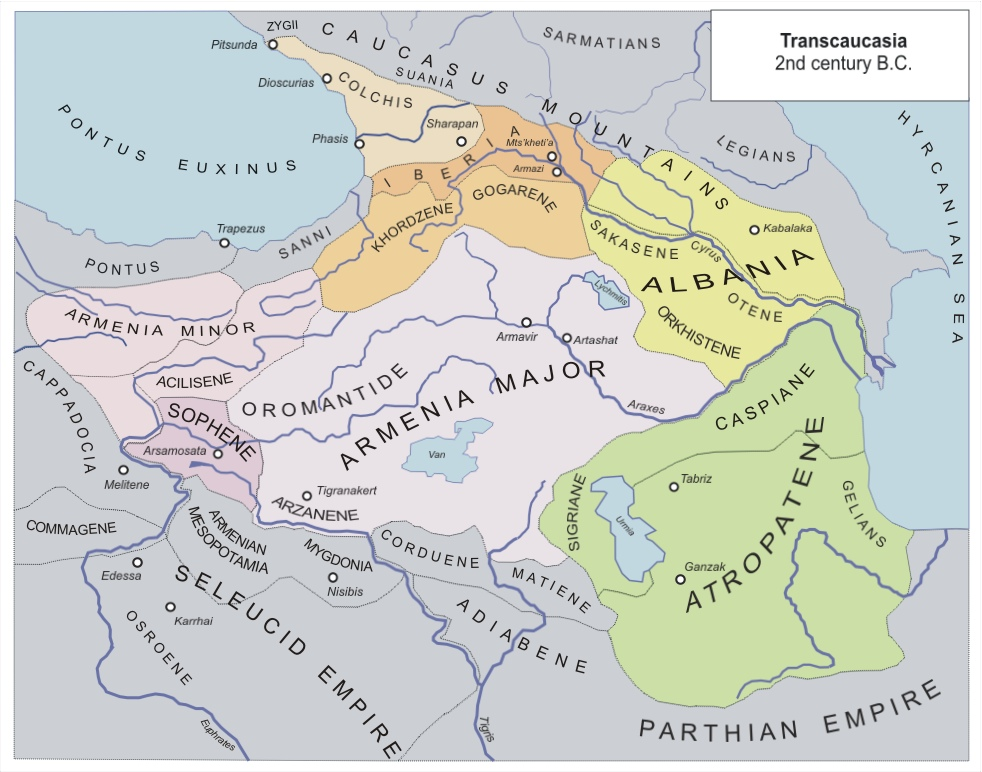
Atropatene (grün) im 2. vorchristlichen Jahrhundert

Aserbaidschan (aserbaidschanisch und persisch آذربایجان, DMG Āẕarbāiǧān) ist eine Region im Nordwesten Irans und entspricht weitgehend dem Begriff Nordwest-Iran. Sie umfasst – im Gegensatz zum modernen kaukasischen Staat gleichen Namens – das historische, aus mittelalterlichen Quellen bekannte Aserbaidschan, das in der Antike als Atropatene bekannt war.

## Name
Die neupersische Bezeichnung „Aserbaidschan“ leitet sich mit großer Wahrscheinlichkeit von Atropates (Āturpāt – „geschützt [durch] Feuer“) ab, dem altpersischen Namen eines Satrapen, der unter Dareios III. und Alexander dem Großen die Provinz Medien regierte. Als der Makedonenkönig 323 v. Chr. starb und die Satrapie Medien im Zuge dessen zweigeteilt wurde, erhielt Atropates die Region „Kleinmedien“ (Media Minor) im Nordwesten und machte daraus 321 v. Chr. ein unabhängiges Königreich. Während die Griechen und Römer dieses von Atropates beherrschte Gebiet (Media) Atropatene nannten, lautete die mittelpersische Bezeichnung bei den Parthern Āturpātakān und bei den Sassaniden Ādurbādagān, woraus sich letztlich die heutige Namensform entwickelte.
Nach einer älteren, heute zumeist als überholt geltenden Hypothese könnte der Ausdruck „Aserbaidschan“ seine Wurzeln hingegen auch im antiken Zoroastrismus haben, wo es in der avestischen Frawardin Yascht heißt: „âterepâtahe ashaonô fravashîm ýazamaide“ (dt.: „Wir verehren den Fravaschi des heiligen Atarepata).“ Hierfür könnte immerhin sprechen, dass sich in jenem Gebiet, das in der Spätantike „Adurbadagān“ hieß, das große Feuerheiligtum Tacht-e Suleiman befand.
Das Gebiet der heutigen Republik Aserbaidschan, die diesen Namen erst seit der Zeit kurz vor der Sowjetherrschaft trägt, liegt nördlich der antiken Atropatene und umfasst großteils die historischen Gebiete Albania und Arrān.
Eine andere heute oft benutzte, jedoch politisch kontroverse und, aus oben genannter historischer Sicht, falsche Bezeichnung für die Region ist der Begriff „Südaserbaidschan“ (aserbaidschanisch گونئی آذربايجان Güney Azärbaycan), der vor allem unter aserbaidschanischen und türkischen Nationalisten sehr beliebt ist.
Die Region wird unter dem Namen „Südaserbaidschan“ (engl. South Azerbaijan) auf der Website der Organisation der nicht-repräsentierten Nationen und Völker (UNPO) geführt. In der Organisation wird Aserbaidschan von der Southern Azerbaijan National Awakening Movement (SANAM) vertreten. Von den Vereinten Nationen oder anderen staatlichen beziehungsweise internationalen Organisationen ist der Name nicht anerkannt.

## Fläche und Bevölkerung
Die Landschaft Aserbaidschan als solche ist ein sehr altes Kulturland, in dem sich arabische, armenische, kurdische, persische und türkische Einflüsse begegnen.
Aserbaidschan im engeren Sinne umfasst heute etwa 105.000 km² und 7,63 Millionen Menschen, von denen der überwiegende Teil turksprachige Aserbaidschaner (Aseri) sind, deren Sprache ebenfalls nach der Region als Aserbaidschanisch (Süd-Dialekt) bezeichnet wird. Zusammen mit den Bevölkerungsanteilen der Aseri in anderen Provinzen Irans werden insgesamt über 15 Millionen Menschen dieser Bevölkerungsgruppe zugerechnet.
Aserbaidschan gilt als eine der reichsten Regionen Irans. In ihr liegt ein Zentrum der Teppichindustrie des Landes mit berühmten Knüpfereien.

## Geographie, Lage und Gliederung

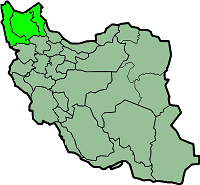
Die drei iranischen Provinzen West-Aserbaidschan, Ost-Aserbaidschan und Ardabil (von links nach rechts), südlich davon Zandschan

Aserbaidschan ist ein Bergland rund um den Urmiasee. Die natürliche Grenze zwischen der mittelalterlichen, islamischen Provinz Aserbaidschan und dem nördlich gelegenen Arrān (heute Teil der Republik Aserbaidschan) bildete der Aras, wobei das Mughan-Gebiet am Kaspischen Meer noch zu Aserbaidschan gehörte. Gegen Gilan wurde die Region durch das nordwestliche Elburs-Gebirge abgegrenzt, gegen Dschibāl (das alte Medien) im Süden durch den Sefid Rud. Im Westen, wo die Grenzen weniger eindeutig waren, trennten Aserbaidschan von Kurdistan und dem Van-Gebiet jenseits des Urmiasees Ausläufer des Zagros-Gebirges, etwas weiter nördlich lag zudem Urartu (Armenien). Oft wurde Aserbaidschan mit Nachbarprovinzen zusammengefasst und auch die Gliederung in einen Westteil mit der Hauptstadt Ardabil und einen Ostteil um Maragha ist belegt.
Heute ist das moderne iranische Aserbaidschan, das im Westen an die Türkei, im Norden an die Republiken Armenien und Aserbaidschan (seit 1991) grenzt, verwaltungsmäßig in drei Provinzen geteilt:
- Ost-Aserbaidschan
- West-Aserbaidschan
- Ardabil

Manchmal wird auch die Provinz Zandschan hinzugezählt, doch das ist nicht einheitlich.

## Geschichte

### Vorgeschichte
Als altes Kulturland besitzt Aserbaidschan viele archäologische Fundstätten. Aserbaidschan liegt im Schnittpunkt wichtiger Regionen (Kaukasus, Anatolien, Mesopotamien, Kaspisches Meer und Iranisches Hochland) und war dadurch Durchzugsgebiet vieler Völker. Die frühesten Spuren menschlicher Besiedlung stammen aus der Altsteinzeit von Höhlenbewohnern bei Tamtama nördlich von Urmia und Sahand bei Täbris. Doch handelte es sich nur um vereinzelte Funde. Ab der späteren Jungsteinzeit (ab 6000 v. Chr.) sieht man eine konstante Besiedlung wie etwa an den Hügeln Yanik Tepe südwestlich von Täbris östlich vom Urmiasee und Hasanlu. Verschiedene Teams fanden westlich des Urmiasees viele Siedlungsspuren und Hügelgräber, was zeigte, dass das Gebiet bei der Besiedlung bevorzugt wurde. Der Fundplatz Ravaz aus dem dritten Jahrtausend v. Chr. war ein von einer Mauer umgebener Ort mit Rundhäusern. Andere Orte der gleichen Periode sind Haftavan Tepe und Bolurabad.

### Antike
Aserbaidschan gehörte einst zum Reich der Meder und dann zum Perserreich. In der Zeit der Parther wurde das Land stärker an die Zentralmacht gebunden und, obwohl formal weiterhin Königreich, eher zu einer Provinz. Nach Angaben von Plutarch und anderen römischen Autoren wurde das Land damals sehr stark von der zoroastrischen Priesterschicht der Mager bewohnt, die hier wohl wichtige Zentren hatten. So konnte archäologisch ermittelt werden, dass der Ort Tacht-e Suleiman mit dem mehrfach in den Quellen erwähnten Mager-Zentrum Schiz identisch ist. Sein Feueraltar ist mit der heiligen Flamme des Zoroastrismus Atur Gushnasp identisch, die noch in der Zeit des Sassanidenreiches eines der sieben zentralen Reichsfeuer war. Aus sassanidischer Zeit ist auch bekannt, dass die Iraner damals Aserbaidschan und wahrscheinlich auch Arrān (Albania) mit dem im Avesta erwähnten Airyanem Vaejah (Erstes Land der Iraner), der mythischen Urheimat der Iraner, (fälschlich) gleichsetzten. Im 6. Jahrhundert wurde das schon christianisierte Albania unter Druck zum Zoroastrismus zurückgeführt. Nur im gebirgigen Westen Arrans und Aserbaidschans behauptete sich die Dominanz des Christentums. Nach Meinung mehrerer maßgeblicher Iranisten (u. a. der Mary Boyces) war die Region wohl eher ein Zentrum der abweichenden zoroastrischen Strömung des Zurvanismus.
Siehe auch: Atropatene

### Von der arabischen Eroberung bis zum Mongolensturm

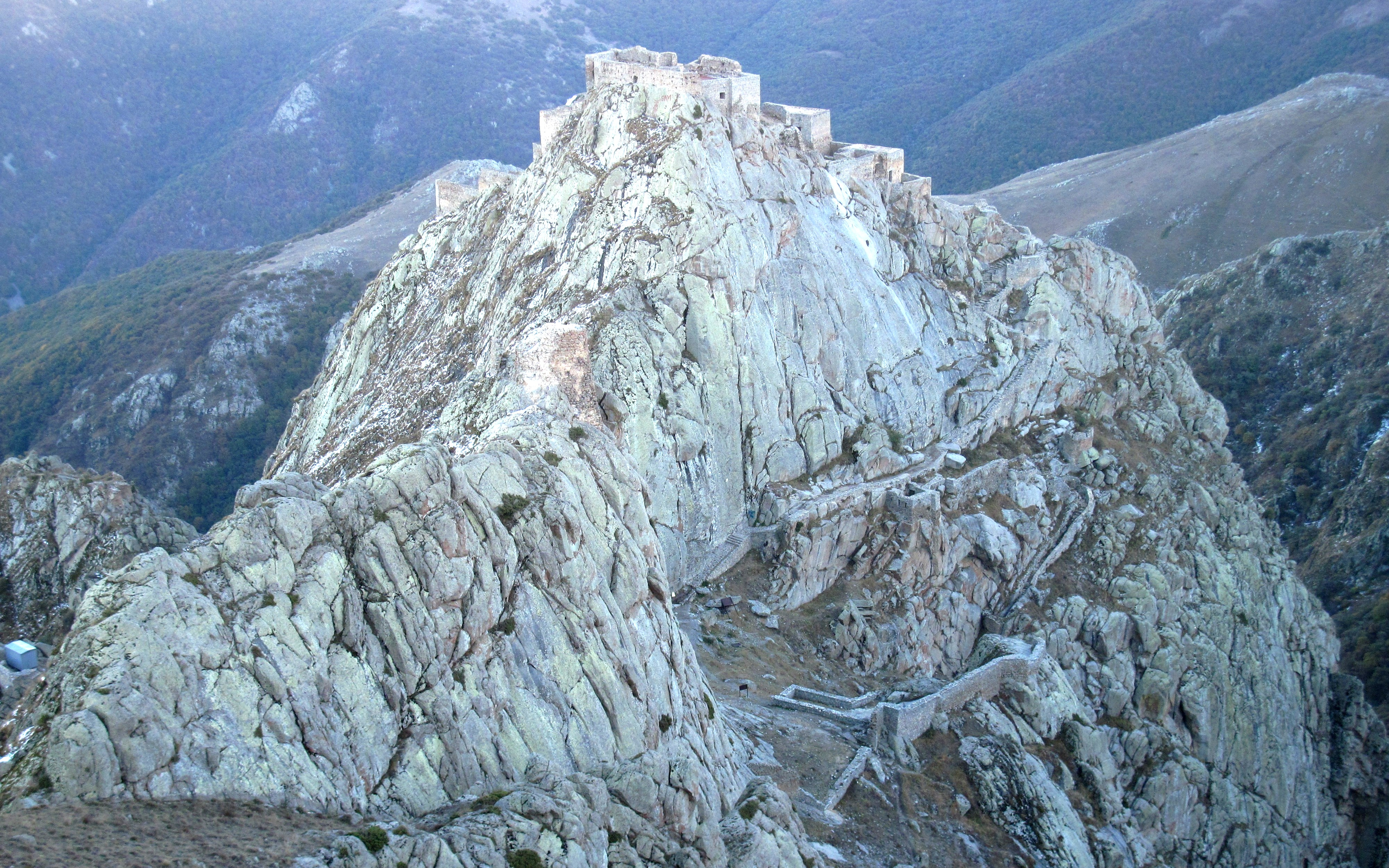
Das Schloss des Babak, auch als „die unsterbliche Burg“ bezeichnet, war das Zentrum der Churramitenbewegung unter Babak Chorramdin.

Die arabisch-islamische Eroberung Aserbaidschans begann während des Kalifats von ʿUmar ibn al-Chattāb (633–634). Der arabische Kommandeur Hudhaifa ibn al-Yamān besetzte das Gebiet nach der Schlacht bei Nehawand mit seinen Truppen und schloss mit dem Marzban von Ardabil einen Vertrag, demzufolge der Marzban einen jährlichen Betrag von 800.000 Dirham zu bezahlen hatte; im Gegenzug verpflichteten sich die Araber, niemanden zu versklaven, die Feuertempel und darin gefeierten Feste zu respektieren und die Bevölkerung vor den Kurden der Umgebung zu schützen.
Die arabisch-muslimische Kolonisation der Region begann erst um die Mitte des 8. Jahrhunderts. Gegen Ende des 8. Jahrhunderts verstärkte sich die Zuwanderung von Arabern nach Aserbaidschan, was Anfang des 9. Jahrhunderts hier die nativistisch-religiöse Aufstandsbewegung der Churramiten hervorbrachte, die sich unter ihrem Führer Babak Chorramdin von Aserbaidschan ausgehend über weite Teile Irans ausbreitete. In ihrer Religion vermischten sich Elemente des Zoroastrismus und der Mazdakiten mit schiitischen Vorstellungen (der ermordete Abū Muslim wurde zum verborgenen Erlöser, zum Mahdi erklärt). Der abbasidische Kalif al-Ma'mūn sandte mehrere Heerführer (Yahyā ibn Muʿādh, Muhammad ibn Humaid) gegen Babak aus, die jedoch erfolglos blieben. Erst dem Kalifen al-Muʿtasim (833–842) gelang es, die Revolte niederzuschlagen. Er beauftragte 835 seinen fähigen General Afschin Haidar mit dem Kampf gegen Babak. Nach umfangreichen Vorbereitungen konnte er 837 Babaks Festung Badhdh durch abbasidische Truppen einnehmen und ihn selbst in die Flucht schlagen. Im Jahr 838 wurde Babak auf grausame Weise in Samarra hingerichtet.
Im Jahr 1030 zogen die Armeen der turkmenischen Seldschuken und später andere Stämme der Oghusen auf ihrem Wege nach Kleinasien durch Aserbaidschan, das zu diesem Zeitpunkt noch überwiegend iranisch war. Diese Türken gründeten verschiedene Herrschaftshäuser, die nur formal den Abbasiden unterstanden. Dadurch wurde die Region allmählich turksprachig. Reste der alten iranischsprachigen Bevölkerung bilden wohl die Talyschen und die in den Norden Arrans geflüchteten, einst zoroastrischen, heute muslimischen Taten und die „tatischsprachigen/tatischen“ Bergjuden.

### Herrschaft der Mongolen und Turkmenen

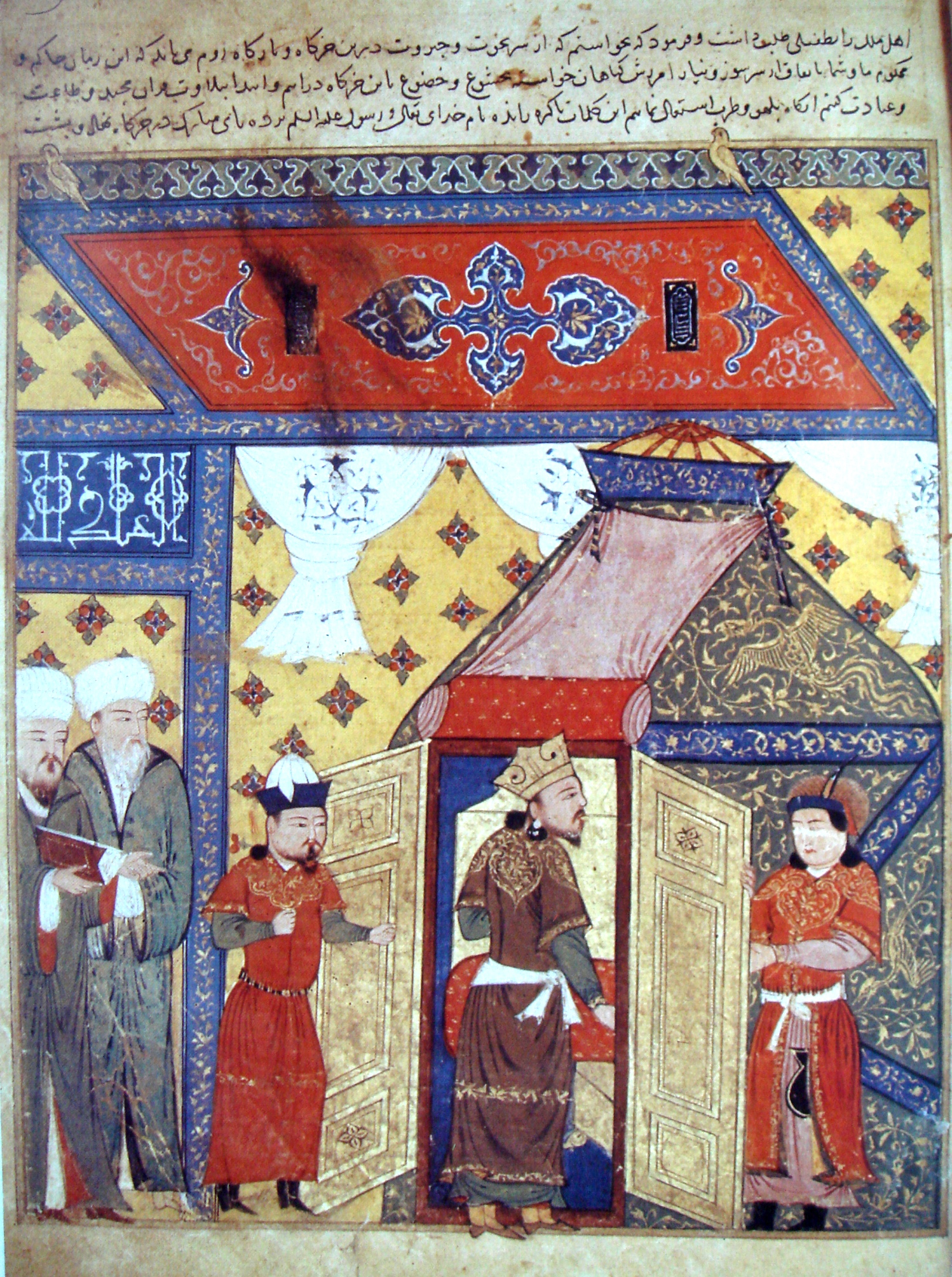
Ghazan Ilchans Konversion zum Islam im Geschichtsbuch des Raschīd ad-Dīn, ein Beispiel der Buchkunst der Mongolenzeit

In den Jahren zwischen 1220 und 1223 fanden die ersten Einfälle der Mongolen Sube'etais in Aserbaidschan statt, und im Jahre 1243 eroberte der Mongolenführer Baiju diese Gebiete. Um das Jahr 1256 errichtete der mongolische Feldherr Hülegü Khan das mächtige Ilchanat. Bis zum Jahre 1258 war ganz Persien und das Kalifat von Bagdad erobert und Aserbaidschan bildete den Kern dieses mongolischen Teilreiches. Aserbaidschan erlebte eine Blüte der Architektur und Buchkunst.
Unter Hülegüs Urenkel Ghazan Ilchan (1295–1304) brach die Oberschicht mit den alten Traditionen: Sie lösten sich endgültig aus dem mongolischen Gesamtreich, entsagten dem Buddhismus und dem Christentum und übernahmen den sunnitischen Islam als neue Religion.
Mit dem Tode des letzten direkten Nachkommen Hülegüs, Abū Saʿīd, begann im Jahre 1335 der Verfall des Ilchanreiches. Die Herrschaft ging auf verschiedene Nebenlinien über, unter denen das Reich bis zum Jahre 1390 unterging.
Auf dem Gebiet des heutigen Aserbaidschan traten zwei turkmenische Stammesföderationen hervor, die aus verschiedenen türkischen Stammessplittern gebildet wurden und das Land entscheidend beeinflussen sollten: Die Schwarzen Hammel und die Weißen Hammel.
Beide Stammesgebiete gehörten später zum Reich des Timur. Timur unterwarf 1402 das Gebiet des heutigen Aserbaidschan. Er hatte den Traum, das Reich Dschingis Khans zu erneuern. Doch mit seinem Tode im Jahre 1405 brach dieses Gewaltreich schnell auseinander und das Ilchanat wurde von den Erben Hülegüs (kurzfristig) erneuert. Da dieses Reich nie wieder zu seiner einstigen Größe zurückfand, ging die Zeit der mongolischen Ilchane im Jahre 1498 endgültig zu Ende und verschiedene Khanate und Sultanate traten an dessen Stelle.

### Die Herrschaft der Safawiden
Ein Perser namens Safi ad-Din Ardabili war der Gründer des wohl zunächst auf sunnitischer Grundlage beruhenden Sufi-Ordens (Tarīqa) der Safawiyya und wurde zum Stammvater der bedeutenden Safawiden-Dynastie, die in Iran bis zum Jahre 1736 herrschen sollte. Eng verbunden mit der Dynastie der Safawiden war ebenfalls der Orden der kurdischen Zahediyeh, aus dem die spätere Safawiyya hervorging, sowie die sogenannten Kizilbasch, eine – zum Teil radikale – schiitische Gruppierung in Anatolien und Ostiran. Zur Zeit der Safawiden wurde der Name Āzerbayǧān auch in einem erweiterten Sinn verwendet und bezeichnete einen der vier Hauptteile des safawidischen Reiches – neben Irak, Persien (Fārs) und Chorasan. Zentrum dieses Großraums, der mitunter als Groß-Aserbaidschan bezeichnet wird, war die Stadt Täbris.

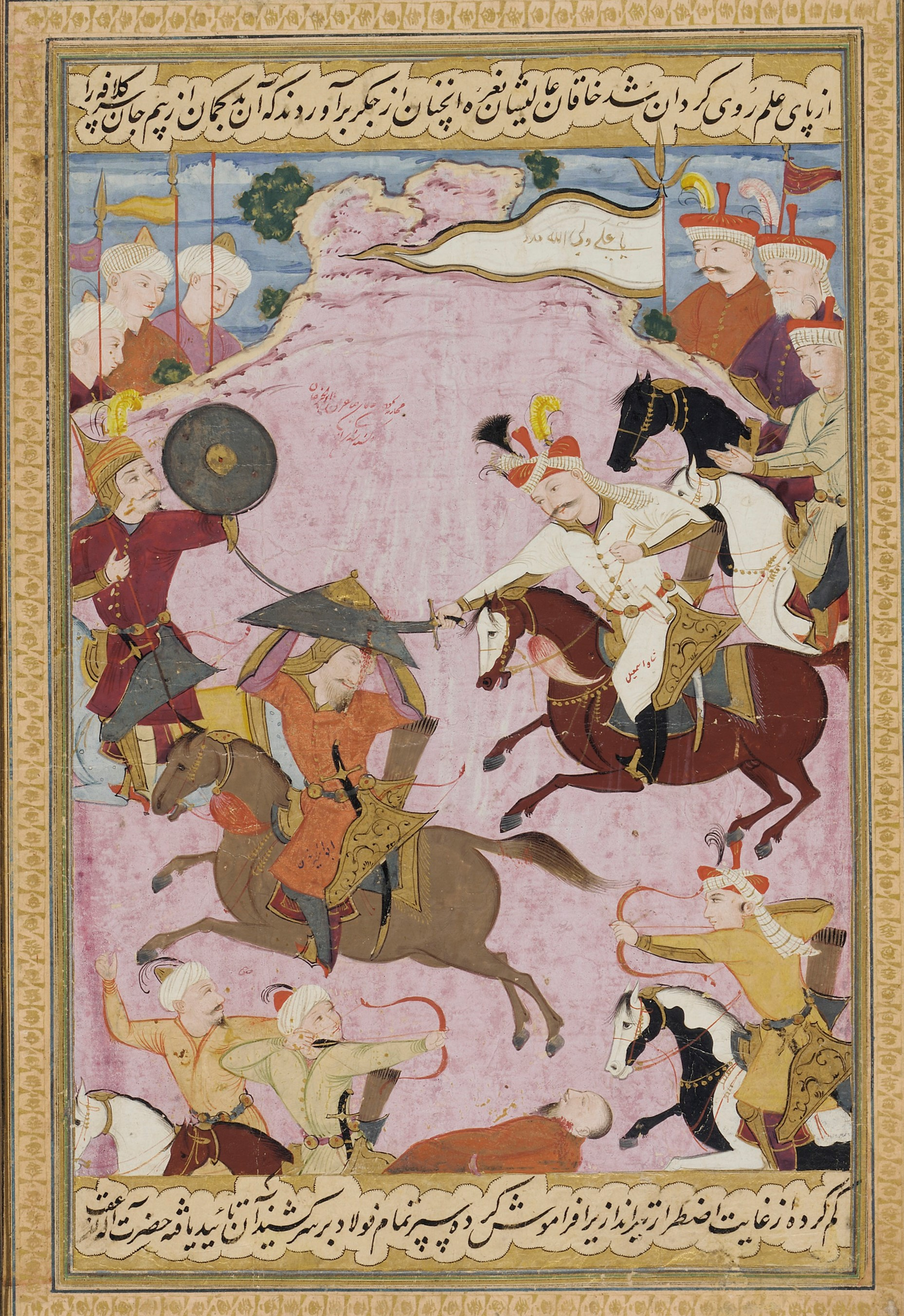
Ismail I. Safawi (in weiß) besiegt Abol Cheir Chan (Persische Miniatur)

Ismail Safawi gelang es schließlich, mit Hilfe der turkmenischen Kizilbasch Transkaukasien und das Reich der Schwarzen Hammel zu erobern. Täbris wurde nun zur Hauptstadt des neuen persischen Reiches.
Vom Jahr 1501 an nannte sich Ismail Schahanschah (persisch شاهنشاه, DMG Šāhanšāh, ‚Großkönig‘; wörtlich: Herrscher der Herrscher), eine Anspielung auf die antiken Perserreiche, und behauptete ebenfalls, sowohl ein Nachkomme Prophet Mohammeds als auch der persischen Sassaniden zu sein. Die Militärmacht der Safawiden blieb aber fest in turkomanischer Hand. Die Kizilbasch bildeten weiterhin die Militäraristrokratie des Reiches.

Schah Tahmasp I.

Im selben Jahr 1501 zwang Ismail I. nach Eroberung von Täbris bei Androhung der Todesstrafe alle sunnitischen Bewohner zur Annahme des zwölferschiitischen Islam der Imamiten und weitete diese Politik auf ganz Aserbaidschan aus, das so zur fast vollständig zwölferschiitischen Region wurde. In den folgenden Jahren weitete Ismail diese Missionierungspolitik auf sämtliche iranische Städte und schließlich ganz Persien aus. Noch Ismail, vor allem aber sein Nachfolger Tahmasp I. wandte diese Politik auch gegen konkurrierende schiitische Gruppierungen, gegen die traditionell in Nordiran zahlreichen und heute fast vollständig verschwundenen Zaiditen und gegen die in zahlreiche Bewegungen zersplitterten, aber einst weit verbreiteten Ismailiten und auch gegen die Anhänger des damals populären mystischen Sufismus. Sämtliche Sufi-Orden bis auf den eigenen Orden der Safawiyya und bis auf den Nimatullah-Orden wurden verboten, ihre Scheichs und Anhänger verfolgt, ihre Mausoleen und Kultstätten geschleift. Zeitweilig war der Imamismus einzig erlaubte Religion im Reich, georgisch- und armenisch-christliche Adlige konvertierten (oft nur zum Schein) zum zwölferschiitischen Islam, und die zoroastrische Minderheiten schrumpfte auf wenige Prozent der Bevölkerung. Diese Politik der ersten beiden Safawiden machte aus dem vorher religiös vielfältigen Iran und Aserbaidschan ein zu über 90 % der Bevölkerung zwölferschiitisches/imamitisches Land. Sufis und Sunniten könnten sich nur in Randgebieten (zum Beispiel das sunnitische Schirwan) behaupten. Zahlreiche Emigrationen von Sunniten, Sufis und Ismailiten in die Nachbarländer sind überliefert. Im Gegenzug immigrierten zahlreiche zwölferschiitische Geistliche und Gläubige aus dem Irak und aus Bahrain nach Persien und verbreiteten ihre Religion. Durch zahlreiche Landschenkungen (waqf) und staatliche finanzielle Zuwendungen wurde der zwölferschiitische Klerus eine privilegierte und organisierte dritte Macht im Staat (neben den stark heterodox-schiitischen Safawiyya-Sufis und den Kizilbasch). Aserbaidschan ist bis heute eine seiner Hochburgen.
Die schiitische Einflussnahme auf den zentralasiatischen Islam wurde jedoch vorerst vom damaligen Usbeken-Khan Muhammad Schaibani, einem Verwandten der alten Tschagatai-Herrscher bekämpft. Dieser hatte in Zentralasien die Nachfolge der Timuriden angetreten und gerade sein eigenes Herrscherhaus begründet: Die Schaibaniden-Dynastie. Der religiöse Einfluss der Safawiden auf dem Gebiet des Osmanischen Reiches wurde durch den Massenmord Selims I. an den anatolischen Kizilbasch gewaltsam verhindert, nachdem Ismail I. schon in der Schlacht bei Tschaldiran von den Osmanen vernichtend geschlagen worden war.

### Vom Ende der Safawiden bis zum Ersten Weltkrieg
Nach dem Ende der Safawiden versuchte Nader Schah die Regionen zwischen Ostanatolien, dem Indus, dem Kaukasus und Mesopotamien zu erobern. Sein Reich zerfiel nach seinem Tod aber schnell und nach dem kurzen Zwischenspiel der Zandherrscher behauptete sich im persischen Bürgerkrieg die Kadscharendynastie. Im Laufe des 18. und 19. Jahrhunderts zerfiel deren Macht aber und es bildeten sich zahlreiche Khanate: im Norden das Khanat Schirwan, das Khanat Quba, das Khanat Baku, das Khanat Karabach, das Khanat Nachitschewan und andere, im Süden zum Beispiel jene von Mucha und Urmia.
Ab 1813 musste Persien als Folge der Russisch-Persischen Grenzkriege im Kaukasus die ehemalige persischen Provinzen Arrān und Schirwan an die siegreichen Russen abtreten (Friede von Gulistan und Friede von Turkmantschai). Nachdem auch osmanische Gebiete in der Region an die Russen fielen, kam es zu massiven Ansiedlungen von osmanischen und persischen Armeniern in russisch besetzte Gebiete sowie zur Emigration turksprachiger Aserbaidschaner aus Russisch-Kaukasien ins Osmanische Reich (meist Sunniten) und nach Persien (meist Schiiten). Somit waren die Aserbaidschaner als Volk zwischen zwei Staaten – Russland und Persien – geteilt, das historische Aserbaidschan blieb als vom jeweiligen Thronfolger des Schahs von Täbris aus verwaltete Provinz vorwiegend bei Persien. Das nördliche (von Russland annektierte) Gebiet, die ehemalige Provinz Aran, bildet heute den souveränen Staat Aserbaidschan. Die südlichen Gebiete, das historische Aserbaidschan, ist heute in drei iranische Provinzen aufgeteilt.

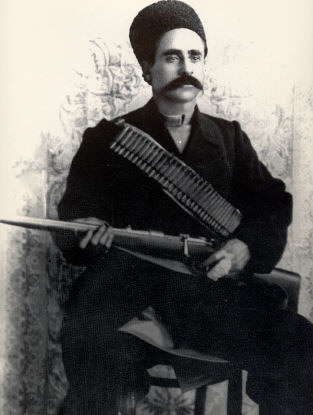
Sattar Khan

In der Persischen Konstitutionellen Revolution 1905–1911 war die aserbaidschanische Hauptstadt Täbris 1908 Zentrum des Widerstandes gegen angreifende Truppen der Kadscharen nach der Verhaftung der Parlamentsabgeordneten in Teheran. Unter Bagher Khan und Sattar Khan wurden die Truppen des Schahs besiegt und die Konstitutionelle Bewegung eroberte Teheran zurück, was zum Sturz Mohammed Ali Schahs 1909 führte.

### Die Geschichte bis heute
Nach dem Zusammenbruch des Russischen Kaiserreiches (1917) und der Unabhängigkeit der jetzt Demokratische Republik Aserbaidschan genannten Republik wurde eine Vereinigung mit der iranischen Provinz Aserbaidschan angestrebt. Dieses aserbaidschanisch-nationalistische Ziel einer Vereinigung des alten Aran und des alten Aserbaidschan zu einem Großaserbaidschan vertrat besonders ab 1911 die Partei Musawat. Sie wurde 1945/46 von der Sowjetunion mit expansionistischen Zielen zeitweilig wieder aufgenommen und wurde noch einmal 1989/90 populär.
Formal wurde 1918 auch im destabilisierten iranischen Aserbaidschan (seit 1905 von russischen Besatzungstruppen besetzt, die sich 1917 auflösten) die Unabhängigkeit von Persien und der Beitritt zur „Republik Groß-Aserbaidschan“ (Büyük Azärbaycan Cumhuriyäti) erklärt. Das Ziel war anfangs der Zusammenschluss mit der benachbarten Türkei. Regierungspartei war der großaserbaidschanische, zum Teil aber auch panturkistische und muslimisch-modernistische Musawat, eine große Oppositionspartei war die großtürkische Ittihad ve Terakki (Einheit und Fortschritt), ein lokaler Ableger der damaligen osmanischen Regierungspartei der Jungtürken.
Um Aserbaidschan vor Rückeroberungen der Russen und der Perser zu schützen, wurde von der aserbaidschanischen Volksvertretung beschlossen, fremde Truppen ins Land zu lassen: In Nordaserbaidschan marschierte – zum Teil unter dem Jubel der Bevölkerung – die Kaukasusarmee Enver Paschas ein, während die iranischen Gebiete unter die Kontrolle der Briten geriet, die nun als Statthalter des persischen Schahs anzusehen waren und großaserbaischanische Pläne bremsten.
1920 erfolgte die Auflösung der Demokratischen Republik Aserbaidschan nach der Eroberung durch die Rote Armee im Norden und die Machtverhältnisse von 1828 wurden wiederhergestellt. Im selben Jahr versuchte Scheich Mohammed Chiabani kurzfristig die iranische Provinz Aserbaidschan mit Hilfe der Roten Armee unabhängig zu halten. Parallel zur Iranischen Sowjetrepublik in Gilan rief Chiabani den Staat Azadistan (Land der Freien) in Iranisch-Aserbaidschan aus, der allerdings nur sechs Monate später wieder unterging.
Seit Anfang des 20. Jahrhunderts wurde Aserbaidschan von der Politik des Reza Khan Pahlavi beeinflusst. Reza Khan kam aus einfachen Verhältnissen und wurde einer der jüngsten Kosakenhetmane der vom Russischen Kaiserreich aufgebauten persischen Elitekavallerie der persischen Kosaken und wurde in den Rang eines Brigadegenerals der regulären Armee erhoben. Im Februar 1921 nahm er an einem Putsch gegen die Regierung von Premierminister Fathollah Akbar Sepahdar teil und wurde zunächst zum Oberbefehlshaber der persischen Kosaken ernannt. Später trat er als Kriegsminister in das Kabinett von Premierminister Seyyed Zia Tabatabai ein. 1923 wurde Reza Schah zum Ministerpräsidenten Persiens und wählte nach der Einführung von Nachnamen in Persien den Namen Pahlavi. Am 6. Dezember 1925 trat eine gewählte verfassungsgebende Versammlung zusammen, die nach mehreren Tagen der Beratung am 12. Dezember 1925 mit 257 von 260 möglichen Stimmen eine Verfassungsänderung beschloss, mit der Reza Khan als neues Staatsoberhaupt und seine männlichen Nachkommen in direkter Linie als seine Nachfolger in der Verfassung festgeschrieben wurden. Am 29. Oktober 1925 trat das iranische Parlament zusammen und beschloss am 31. Oktober 1925 die Absetzung der Kadscharendynastie, die Einrichtung einer provisorischen Regierung und die zeitlich befristete Ernennung Reza Khans zum neuen Staatsoberhaupt. Am 15. Dezember 1925 leistete Reza Khan im Parlament den Treueeid auf die Verfassung und wurde zum Reza Schah Pahlavi erklärt. Damit wurde die Pahlavidynastie begründet, die in Iran bis zur islamischen Revolution des Jahres 1979 herrschte.
Im Allgemeinen galt der neue Schah als Reformer und er suchte den engen Schulterschluss mit dem türkischen Staatsgründer Atatürk. Nach dessen Vorbild begann er, Iran für den Westen zu öffnen. Zu Beginn des Zweiten Weltkrieges erklärte er die Neutralität Irans, musste aber nach der anglo-sowjetischen Invasion Irans im Jahre 1941 auf Druck Stalins und Churchills zugunsten seines Sohnes Mohammad Reza Pahlavi abdanken.
1946 proklamierten die Aserbaidschaner wie die Kurden unter dem Schutz der 1941 in Nordiran einmarschierten Roten Armee einen eigenen Staat und lösten damit die Irankrise aus. Die Aserbaidschanische Volksregierung ging ebenfalls wie die in Mahabad ausgerufene Autonome Republik Kurdistan 1946 wieder unter, nachdem die Sowjetunion mit dem Ende des Zweiten Weltkrieges ihre Truppen aus Iran abgezogen hatte.

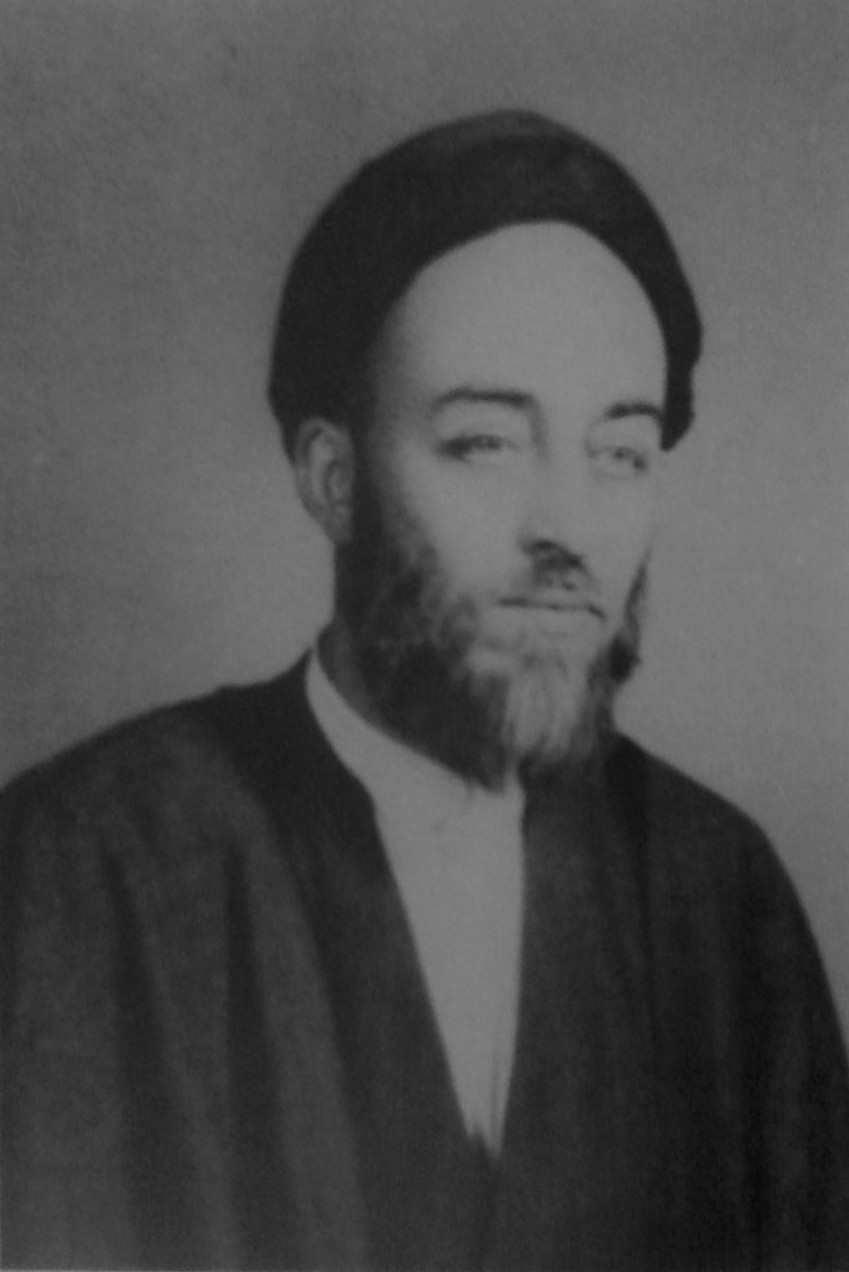
Allameh Tabatabai

Nach der Islamischen Revolution im Jahr 1979 wurde nach der Gründung der heutigen Islamischen Republik Iran auch in Aserbaidschan – nach offizieller Darstellung mit der Unterstützung der aserbaidschanischen Bevölkerung – das Islamische Recht eingeführt. Bis heute bilden aserbaidschanische Geistliche, unter anderen das jetzige politisch konservative iranische Staatsoberhaupt Seyyed Ali Chamenei, dessen Vater Aserbaidschaner war, einen Teil der Islamischen Republik. Ein weiterer bekannter Ajatollah aus Aserbaidschan war der schiitische Religionsgelehrte und persische Philosoph und Religionswissenschaftler Allameh Said Mohammed Hossein Tabatabai, der als humanistisch eingestellt galt und sich nicht an der Islamischen Revolution in Iran beteiligte.
Mit dem Zerfall der Sowjetunion forderten 1989 tausende Aserbaidschaner (westliche Medien berichteten von rund 20.000 Teilnehmern) auf beiden Seiten der Grenzen die Wiedervereinigung beider Landesteile. Gemessen an der Gesamtbevölkerung der Aserbaidschaner war das jedoch nur eine kleine Minderheit, was auch ein Grund war, warum die Vereinigung nicht gelang.